# Paus Adeodatus II
Adeodatus II (Rome, ? - aldaar, 17 juni 676) was paus van 11 april 672 tot 17 juni 676. Hij was een monnik van het Sint-Erasmusklooster in Celio bij Rome. Hij volgde paus Vitalianus op in 672. Adeodatus II was bisschop van Rome tijdens de regeerperiode van Constantijn IV van Byzantium. 
Deze paus stemde ook toe in de bouw van het Sint-Pietersklooster in Canterbury, en hij vergrootte het klooster van Sint Erasmus waar hij ooit abt was. Hij was het monnikendom goed gezind en streefde naar hervormingen in het kloosterwezen, in het bijzonder de nadruk leggend op betere discipline onder de monniken. Adeodatus zette zich af tegen de leer van het monotheletisme. In welke mate hij zich tegen deze ketterij inzette, is omstreden.
Deze paus slaagde er niet in de geschillen tussen Rome, Constantinopel en Ravenna op te lossen.
Hij stierf op 17 juni 676 en werd begraven in de Sint-Pieter.
Cursief: tegenpaus